# Euarche cristata
Euarche cristata är en ringmaskart som beskrevs av Núñez in Palmero, Martínez, Brito och Núñez 2008. Euarche cristata ingår i släktet Euarche och familjen Acoetidae. Inga underarter finns listade i Catalogue of Life.